# Pélegtenga
Pélegtenga, également orthographié Pélegtanga, est une commune rurale située dans le département de Yako de la province du Passoré dans la région Nord au Burkina Faso.

## Géographie
Pélegtenga se trouve à 9 km au sud-est du centre de Yako, le chef-lieu de la province. La localité est traversée par la route nationale 2.

## Économie
L'économie traditionnelle de la commune est basée sur l'agriculture et le commerce, du fait de sa position sur la RN 2. Depuis 2010 et l'ouverture de la mine d'or située juste au nord du village historique, l'activité minière est devenue la principale ressource de Pélegtenga avec le permis d'exploitation obtenu par la société minière suisse Pinsapo Gold, entraînant des problèmes réguliers et violences survenant avec les populations locales ou entre les orpailleurs artisanaux,.

## Santé et éducation
Pélegtenga accueille un centre de santé et de promotion sociale (CSPS) tandis que le centre médical avec antenne chirurgicale (CMA) de la province se trouve à Yako.
Le village possède une grande école primaire publique liée à la mine et revendiquant plus de 2 500 élèves en 2012 mais dont 80 % ne fréquentent pas ou plus l'école, se déscolarisant pour pratiquer les plus basses tâches de l'orpaillage dans de difficiles conditions sanitaires.